# Torres vigías de Priego de Córdoba
Las torres vigías o atalayas de Priego de Córdoba son un conjunto de torres medievales ubicadas en el término municipal de Priego de Córdoba, España, que fueron construidas entre 1332 y 1341 por los nazaríes, entre la conquista cristiana de Fernando III el Santo en 1225 y la definitiva de Alfonso XI el Justiciero en 1341. En caso de que la datación fuera certera, su construcción se habría realizado mayormente durante el reinado del sultán Yusuf I de Granada. 

## Objetivo
Su finalidad era proteger a la villa de Priego de Córdoba, que se encontraba en el límite entre la Corona de Castilla y el Reino nazarí de Granada. Albergaban contacto visual entre ellas y con el castillo de Priego para dar la voz de alarma en caso de ataque con señales de fuego y humo, de hecho, continuaron utilizándose por los castellanos hasta la finalización de la Guerra de Granada. En algunos casos también fueron utilizadas durante la Guerra civil española como puestos de vigilancia.
Sus características son muy similares, con una estructura cilíndrica y realizadas en mampostería, además de estar macizadas hacia la mitad de su altura y el resto de la misma hueca junto a una terraza. Asimismo, solían tener una pequeña abertura hacia la parte hueca a la que se accedía por medio de una escala. Todas estas torres son consideradas Bien de Interés Cultural en la categoría de Monumento.
A pesar de que la mayoría de las torres vigías se encuentran en terrenos privados, tras el derrumbe parcial de la torre del Espartal en 2016, el Ayuntamiento de Priego tomó cartas en el asunto y firmó una cesión de uso de dicha torre en noviembre de 2020, a la espera de continuar con el mismo procedimiento en las restantes.

## Lista de atalayas
La siguiente lista de las torres vigías está ordenada en función de la altura conservada actualmente.
|                                        | Altura actual      | Diámetro    | Altitud    | Características                                                   | Referencias  |
| -------------------------------------- | ------------------ | ----------- | ---------- | ----------------------------------------------------------------- | ------------ |
| Torre del Morchón                      | 12 metros          | 7,40 metros | 514 metros | Maciza hasta los 5-6 metros, después hueca.                       | [ 4 ]        |
| Torre de Jaula o Uclés                 | 10 metros          |             | 650 metros | Maciza hasta los 5-6 metros, después hueca.                       | [ 5 ]        |
| Torre Alta                             | 10 metros          | 6,5 metros  | 659 metros | Maciza hasta los 5-6 metros, después hueca.                       | [ 6 ] [ 7 ]  |
| Torre Bajera                           | 10 metros          | 4,5 metros  | 520 metros | Maciza hasta los 4-5 metros, después hueca.                       | [ 8 ]        |
| Torre del Espartal                     | 7 metros           | 5,3 metros  | 760 metros | Maciza hasta los 4-5 metros, después hueca. Semiderruida en 2016. | [ 9 ] [ 10 ] |
| Torre de Fuente Alhama                 | 4,5 metros         | 4 metros    | 650 metros | Macizada en su totalidad.                                         | [ 11 ]       |
| Torre Pata de Mahoma                   | 2,7 metros         | 4,1 metros  | 836 metros | Quedan pocos restos.                                              | [ 12 ]       |
| Torre del Esparragal                   | 2 metros           | 3,5 metros  | 640 metros | Quedan pocos restos.                                              | [ 13 ]       |
| Torre de la Sierrecilla de la Trinidad | 1,90 metros        | 4,40 metros | 944 metros | Apenas quedan los cimientos.                                      | [ 14 ]       |
| Torre del Calvario Viejo               | 1,60 metros        | 5,65 metros | 900 metros | Apenas quedan los cimientos.                                      | [ 15 ]       |
| Torre de la Cabra                      | 1,60 metros        | 4,15 metros | 819 metros | Apenas quedan los cimientos.                                      | [ 16 ]       |
| Torre Media                            | Sillares dispersos | 5,7 metros  | 596 metros | Apenas quedan los cimientos.                                      | [ 17 ]       |

## Torre de Barcas
La torre de Barcas, también Bien de Interés Cultural, no se ha incluido en la lista anterior debido a que no presenta las mismas características que el resto de atalayas. Según algunos historiadores, fue construida durante el siglo XV, ya en época castellana, alberga una estructura cuadrada y formó parte de un complejo más grande, por lo que a veces también se le denomina castillo de Barcas. Se encuentra a 490 metros de altitud, tiene una altura de 16 metros, con sillares de piedra caliza, aberturas en cada una de las caras a media altura, y se conserva un escudo en la puerta de acceso de la Casa de Aguilar. El castillo estaba mantenido por unos treinta vecinos y, a diferencia de las atalayas restantes, estaba preparada para el ataque.